# Caeneressa leucoma
Caeneressa leucoma är en fjärilsart som beskrevs av John Henry Leech 1898. Caeneressa leucoma ingår i släktet Caeneressa och familjen björnspinnare. Inga underarter finns listade i Catalogue of Life.